# Torsåker Bluegrass Festival
Torsåker Bluegrass Festival är ett återkommande musikevenemang för bluegrassmusik. Den startades 1984 i Torsåker i Gästrikland av Lars Blom, Leif Sunnebrandt, Acke, och Tommy Järström. Festivalen arrangerades i många år på Torsåkers Gammelgård, för att senare flyttas till Tors Loge och Bygdegården i Torsåker.
Festivalen går alltid av stapeln första helgen i juli.